# Åke Ragnar Wide
Åke Ragnar Georg Wide verksam under namnet Geo Wide, född 25 september 1921 i Huskvarna, död  10 augusti 1998 i Helsingborg, var en svensk målare och grafiker.

## Biografi
Åke Ragnar Wide var son till lantmätaren Ragnar Wide och Asta Isabella Rydström. Han gifte sig första gången med Eila A Sinnika och andra gången 1962 med telefonisten Ulla Margareta Wide (född 1941). Wide var bosatt i Stockholm till 1960 och flyttade därefter till Helsingborg. I Helsingborg träffade han sin blivande fru Ulla Wide och paret fick två barn, Katja Wide (född 1963) och Kristoffer Wide (1975–2012). Geo Wide fick sammanlagt sju barn med fyra olika kvinnor.

### Utbildning
Åren 1956–1957 utbildade han sig konstnärligt vid en fotografisk skola i Stockholm. Han utbildade sig i målning vid Reybekiels målarskola i Stockholm 1951–1953, Konstfackskolan 1953–1954 och för Thormod Larsen vid grafiska skolan i Malmö 1962–1963 och Bartolomeo Dos Santos samt under studieresor till Främre Orienten, Nya Zeeland, Frankrike, Nederländerna, Tyskland, Spanien och Marocko.

## Karriär
Wide var verksam som förgyllare 1946–1960. Han var lärare vid ABF Grafikskola sedan 1971 och medlem av KRO, Grafiska Sällskapet och "De Unga".

## Verk
Wides konst består av porträtt, modellstudier, naturmotiv och grällt expressiva visioner med en surrealistisk symbolik i gouache, oljepastell, olja och koppargrafik.
Han finns representerad i museer och offentliga samlingar i bland annat Moderna museet, Malmö museum, Jönköpings läns museum, Helsingborgs museum, Stockholms kommun, Solna kommun, Uppsala kommun, Lunds kommun och Landskrona kommun. Hans verk finns också i ett flertal regioners samlingar, Statens konstråd, Kultury Prezydium, Poznar, samt Kulturamt, Stadt Doortmund och G.W. Gilkeys collection of Graphic, USA.

## Utställningar
Separat ställde han ut på Manama i Bahrain 1949, Ängelholm 1961 och tillsammans med Børge Elwi Carlson och Helge Parding ställde han ut i Helsingborg 1962 samt tillsammans med Jan Persson och Børge Elwi Carlson i Helsingør 1964 och 1965. Han medverkade i Skånes konstförenings höstsalonger i Lund.

### Jurybedömda utställningar
- International Exhibition, Seattle Art Museum
- Portland Art Museum, USA 67 - 69
- Höstsalongen, Lunds Konsthall -66, -67 och -68
- Stockholmssalongen, Liljevalchs konsthall, Stockholm -67 och -68
- Vårsalongen, Liljevalchs Stockholm  -69
- Nutida svensk grafik, Linköpings museum -66 och -67
- Nutida svensk grafik, Borås konstmuseum -68
- Grafiktriennalen -68, Liljevalchs konsthall, Stockholm
- Vårutställningen, Vikingsberg, Helsingborg -68 och -69
- International Festival de la Gravure Entrevaux -70
- Grafiktriennalen -71, Sundsvalls Museum
- Grafik idag, Trollhättan och Vänersborgs museum -72
- Grafiktriennalen -74, Liljevalchs Stockholm
- Svensk Färggrafik -76, Galleri Majnabbe, Göteborg